# Фогель Зіновій Володимирович
Зіновій Володимирович Фогель (10 січня 1922, Київ — дата смерті невідома) — український радянський мистецтвознавець; член Спілки радянських художників України.

## Біографія
Народився 10 січня 1922 року в місті Києві (нині Україна). Брав участь у німецько-радянській війні. Нагороджений орденом Вітчизняної війни II ступеня (6 листопада 1985).
1948 року закінчив Київський університет імені Тараса Шевченка, де навчався у Давида Тамарченка, Олександра Білецького, Івана Врони. Був членом КПРС. Мешкав у Києві в будинку на вулиці Ентузіастів, № 45, квартира № 143.

## Наукова діяльність
Працював у галузях мистецтвознавства, естетики, дизайну та художньої критики. Серед праць: 
- «Молоді художники Закавказзя», Москва, 1959;
- монографії «Віктор Григорович Пузирков», Москва, 1959; «Василь Захарович Бородай», Москва, 1968;
- розділ «Технічна естетика» у VI томі «Історії українського мистецтва».

Писав статті з питань естетики, дизайну та художньої критики в журналах «Искусство», «Творчество», «Вітчизна» та газетах, брав участь у радіо- і телепередачах, читав лекції про сучасне мистецтво. 